# Fritz Terres

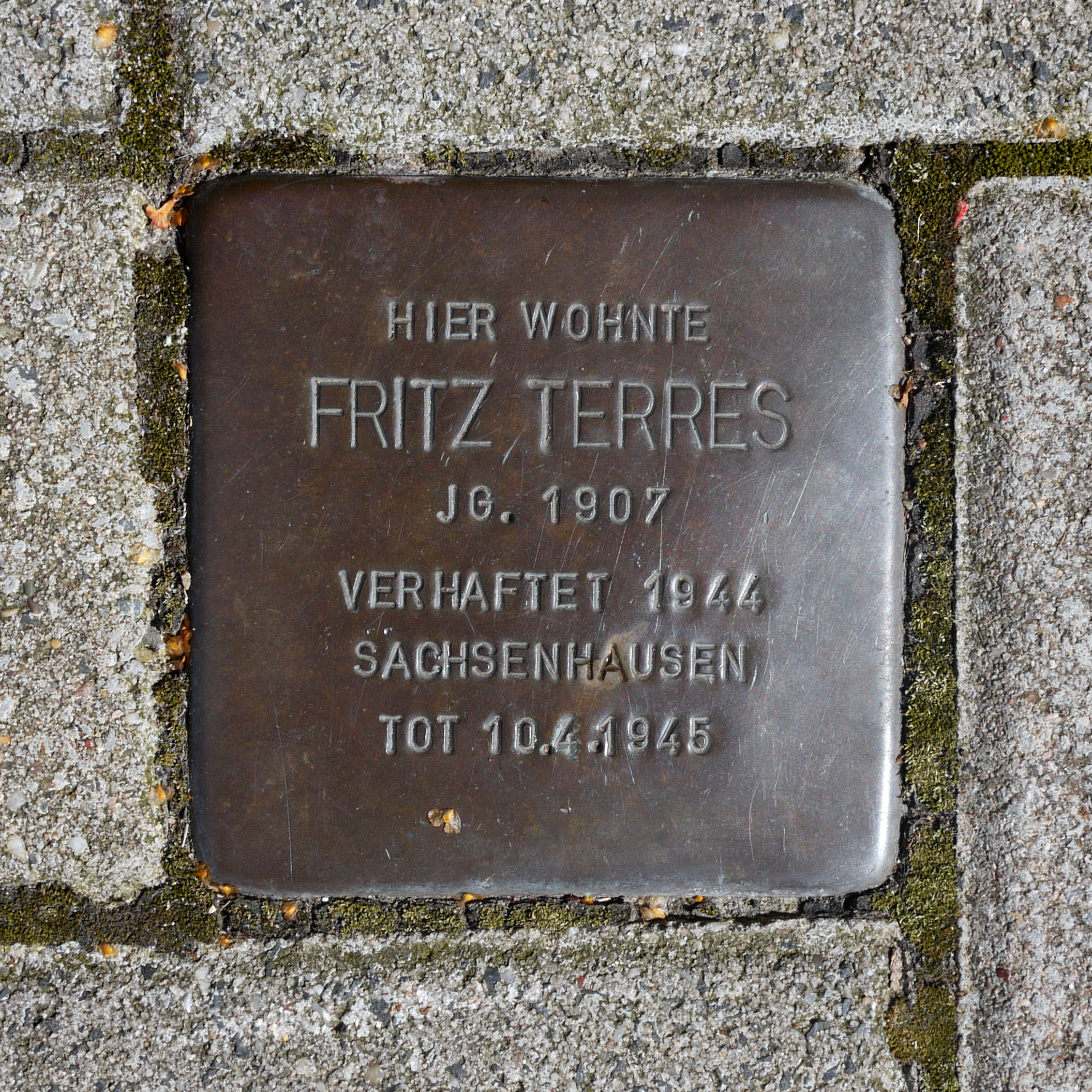
Stolperstein vor dem Haus Winkhauser Weg 82 in Mülheim

Fritz Terres (* 2. November 1907 in Mülheim an der Ruhr; † 10. April 1945 im KZ Sachsenhausen) war Stadtverordneter der KPD in Mülheim an der Ruhr und Gegner des NS-Regimes.

## Leben
Als gelernter Dreher wurde Terres 1923 Mitglied im Deutschen Metallarbeiterverband, wo er bald Funktionärsaufgaben übernahm. 1927 trat er in die SPD ein, die er in der Spätphase der Weimarer Republik verließ und sich 1931 der KPD anschloss.
Nach der Machtübernahme durch die Nationalsozialisten 1933 kam es Anfang März zur ersten Verhaftung und Inhaftierung im KZ Börgermoor. Am 12. März 1933 wurde er in Abwesenheit zum Mülheimer Stadtverordneten gewählt. 1934 wieder freigelassen, betätigte er sich in der Folgezeit für die mittlerweile verbotene KPD. Zu einer erneuten Verhaftung kam es im Sommer 1944 im Rahmen der Aktion „Gewitter“. Dabei ließ das NS-Regime mehrere tausend Personen in Konzentrationslager einweisen, die mit dem Widerstand in Verbindung gebracht wurden.
Übereinstimmenden Zeugenaussagen zufolge starb Fritz Terres am 10. April 1945 im Außenlager Klinkerwerk des Konzentrationslagers Sachsenhausen an Verletzungen, die er bei einem Bombenangriff auf das Lager erlitten hatte.

## Weitere Quellen
- Stadtarchiv Mülheim an der Ruhr, Bestand 1550 Nr. 3

| Personendaten    | Personendaten                                    |
| ---------------- | ------------------------------------------------ |
| NAME             | Terres, Fritz                                    |
| KURZBESCHREIBUNG | deutscher Politiker (KPD), Gegner des NS-Regimes |
| GEBURTSDATUM     | 2. November 1907                                 |
| GEBURTSORT       | Mülheim an der Ruhr                              |
| STERBEDATUM      | 10. April 1945                                   |
| STERBEORT        | KZ Sachsenhausen                                 |